# ۵۸۱ (قمری)
۵۸۱ (قمری)، پانصد و هشتاد و یکمین سال در گاهشماری هجری قمری است. اول محرم این سال برابر با یازدهم آوریل سال ۱۱۸۵ میلادی است.